# Sotanostenochrus mitchelli
Espèce
Synonymes
- Schizomus mitchelli Rowland, 1971

Sotanostenochrus mitchelli est une espèce de schizomides de la famille des Hubbardiidae.

## Distribution
Cette espèce est endémique du Tamaulipas au Mexique,. Elle se rencontre dans les grottes Cueva de El Pachón, Cueva de la Florida et Grutas de Quintero.

## Description
Les mâles mesurent de 3,84 à 4,20 mm et les femelles de 4,08 à 4,32 mm.

## Étymologie
Cette espèce est nommée en l'honneur de Robert W. Mitchell.

## Publication originale
- Rowland, 1971 : New species of schizomids (Arachnida, Schizomida) from Mexican caves. Association For Mexican Cave Studies Bulletin, no 4, p. 117-126.